# Ilyushin Il-14
O Ilyushin Il-14 (Designação OTAN: Crate) foi um avião comercial soviético bimotor, também utilizado para transporte militar de soldados e carga. Voou pela primeira vez em 1950, entrando em serviço no ano de 1954. O Il-14 também foi fabricado na República Democrática Alemã pela VVB Flugzeugbau, na Checoslováquia como Avia 14, e na China sob a designação chinesa Y-6[carece de fontes?]. O Ilyushin Il-14 foi normalmente substituído pelo Antonov An-24 e pelo Yakovlev Yak-40.

## Projeto e desenvolvimento
O Il-14 foi projetado como substituto do Douglas DC-3 e sua versão soviética, o Lisunov Li-2. Sendo o Il-14 um desenvolvimento do Ilyushin Il-12, (que voou pela primeira vez em 1945), o Il-14 seria utilizado tanto no âmbito militar como civil. O Il-12 tinha grandes problemas com um comportamento péssimo com perda de motores. Além disso, tinha menos capacidade de carga do que originalmente planejado (apesar do Il-12 ter sido pensado para carregar 32 passageiros, em serviço levava apenas 18, o que o tornava antieconômico).

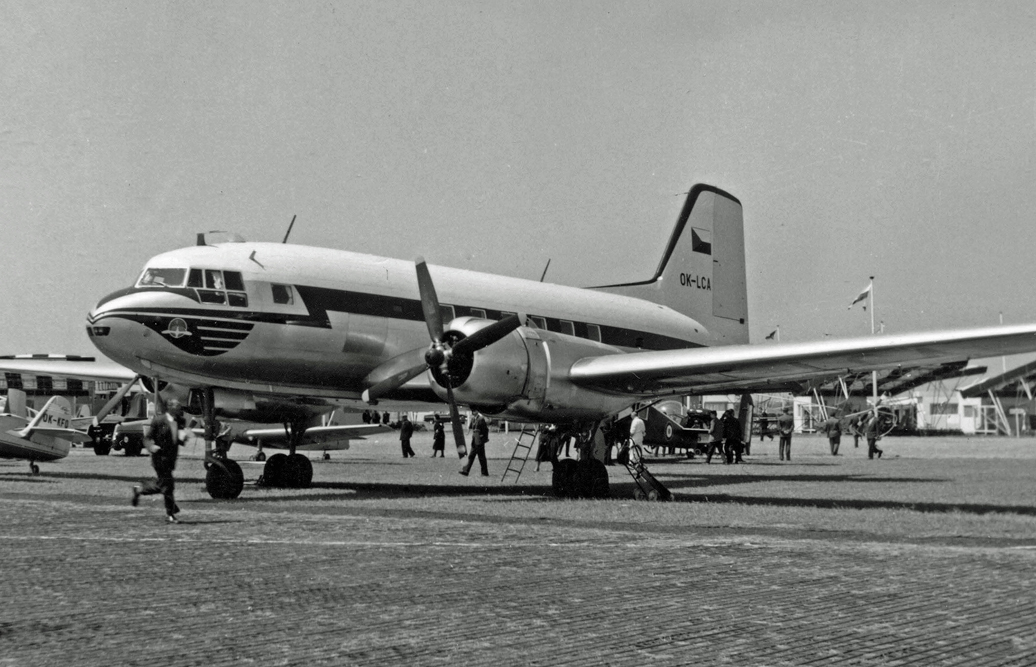
Um Avia 14T da CSA em apresentação no Show Aéreo de Paris em 1957

O desenvolvimento do Il-14 foi uma melhoria imensa em relação ao Il-12, com uma nova asa e uma cauda maior. Era motorizado com dois motores radiais a pistão Shvetsov ASh-82T-7 com 1,420 kW (1,900 hp). Estas mudanças aumentaram significativamente o desempenho em condições de perda de motor.
O total de Il-14 produzidos foram 1.345 aeronaves: 1.065 em Moscou (Fábrica nº 30) de 1956 a 1958 e em Tashkent (Fábrica nº 84) de 1954 a 1958. A produção sob licença de 80 aeronaves na República Democrática Alemã pela VEB Flugzeugwerke Dresden (FWD) foi de 1956 a 1959 e 203 aeronaves na Checoslováquia pela Avia, Praga, de 1956 a 1960. Era rugoso e confiável, sendo amplamente utilizado em áreas rurais com aeródromos de má qualidade.
O tipo também foi utilizado na indústria aeronáutica da Alemanha Oriental como aeronave de testes para o estabilizador horizontal do Baade 152.

## Versões

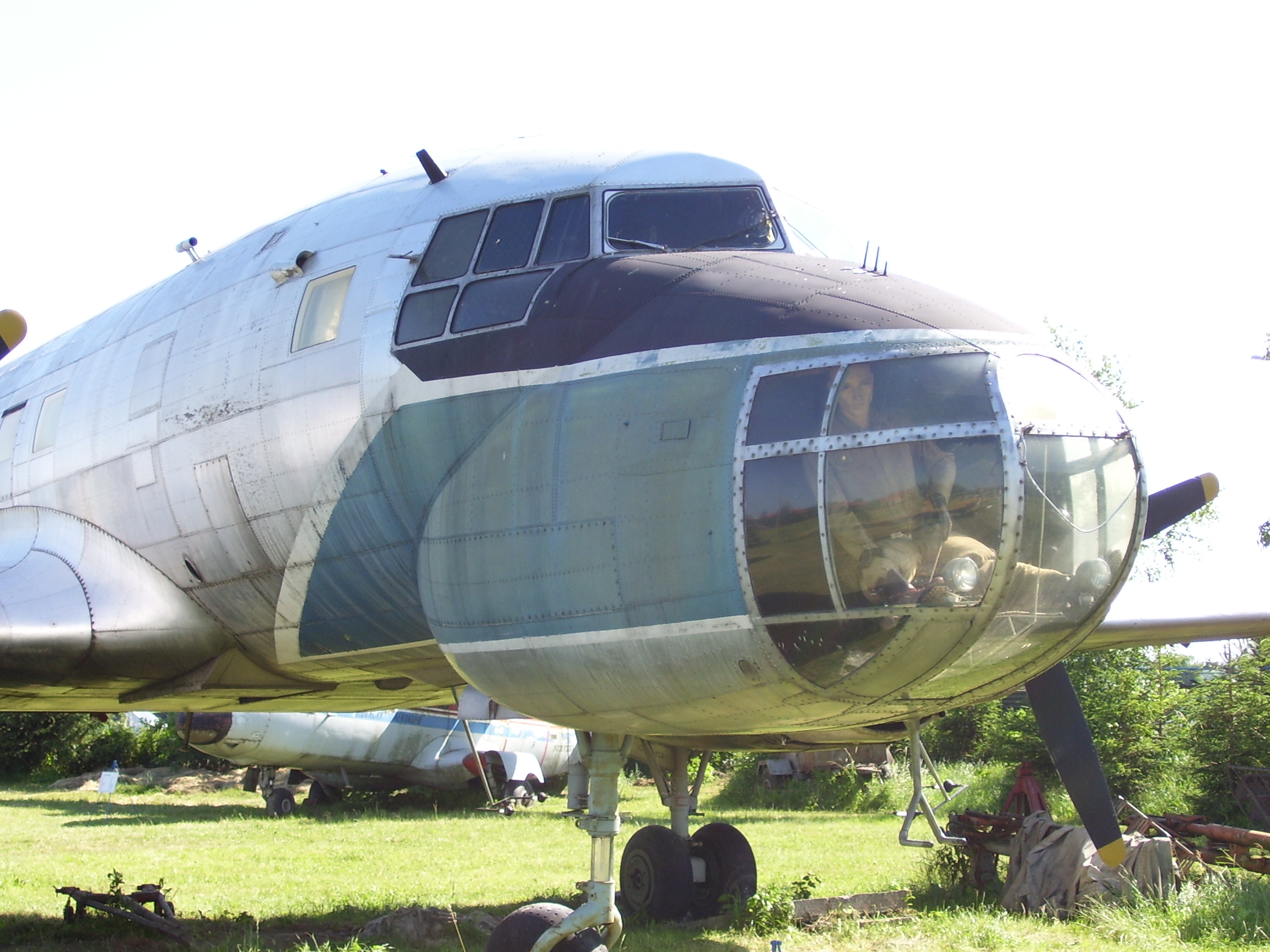
Um Avia 14FG no Museu Checo em Kunovice

- Il-14 : Aeronave bimotora para transporte de passageiros e carga.
- Il-14FK / 14FKM : Versão para fotografia aérea.
- Il-14G : Aeronave cargueira.
- Il-14GGO : Versão para pesquisas geofísicas.
- Il-14LIK-1 / LIK-2: Versão de calibração e navegação.
- Il-14LR : Versão de reconhecimento de gelo.
- Il-14M : Il-14P alongado, com uma fuselagem para 14–36 assentos.
- Il-14P : Versão comercial, com 18–32 assentos.
- Il-14PS / S : Versões VIP, baseado no Il-14P.
  - Il-14SI: Versão VIP de alcance estendido.
  - Il-14SO: Versão VIP com 18 assentos.
- Il-14RR: Versão de reconhecimento para indústria de pesca.
- Il-14T : Versão de transporte militar.
- Crate-C : Versão para guerra eletrônica.

### Versões produzidas sob licença
- Avia 14 : Ilyushin Il-14M construído pela Avia sob licença na Checoslováquia.
  - Avia 14-24 : Versão de 24 assentos.
  - Avia 14-32 : Versão de 32 assentos.
  - Avia 14-40 : Versão de 40 assentos.
- Avia 14FG : Aeronave para pesquisas em voo.
- Avia 14T : Ilyushin Il-14T produzido pela Avia.
- Avia 14S : Aeronave de transporte VIP com seis assentos individuais e um sofá de seis assentos, com a possibilidade de adicionar tanques de ponta de asa de longo alcance.
- Avia 14 Super : Modelo de 1960 com uma cabine pressurizada para 32, 36, ou 42 passageiros, equipado com tanques de ponta de asa de longo alcance.
- VEB 14P : Ilyushin Il-14P construído pela VVB Flugzeugbau sob licença na República Democrática Alemã.
- VEB 14T : VEB 14P convertido para transporte militar.
- Y-6 : Versão de produção chinesa projetada. Cancelado após o início do desenvolvimento do Y-7.[carece de fontes?]

## Operadores

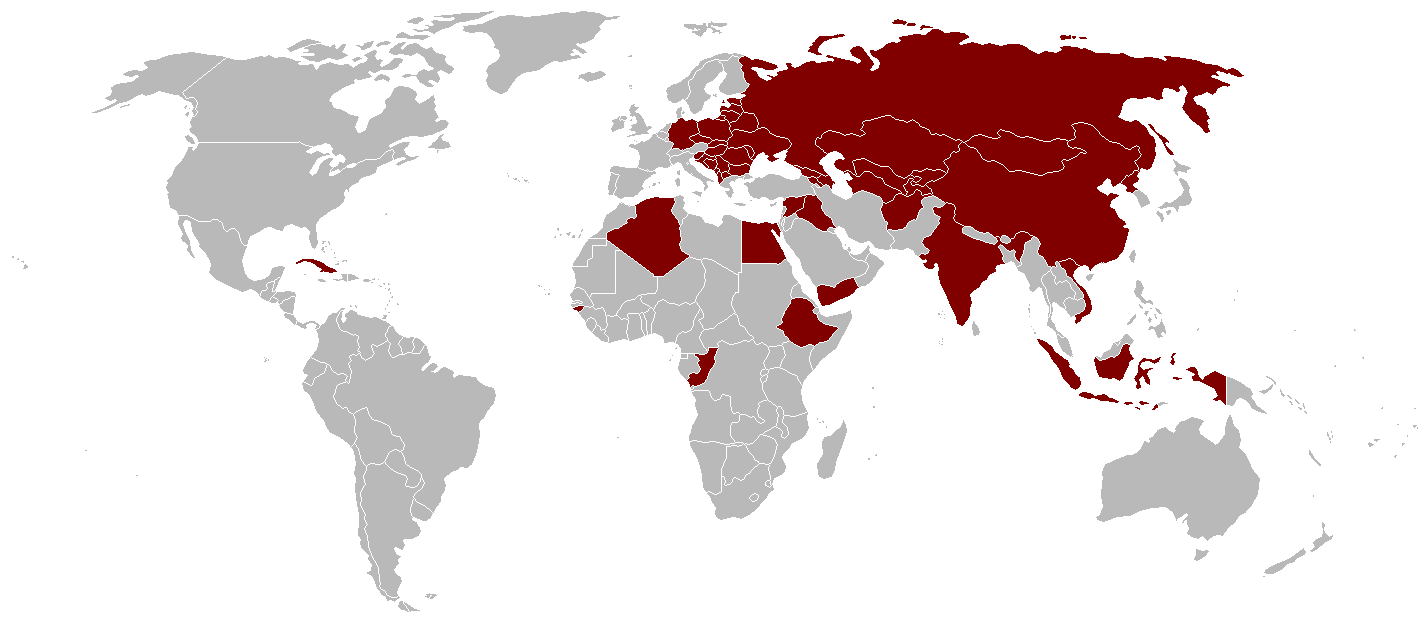
Países que operaram o Il-14

O Il-14 operou na União Soviética até os anos 1980 e início de 90, e outras nações como Cuba e Vietnã.

### Operadores militares

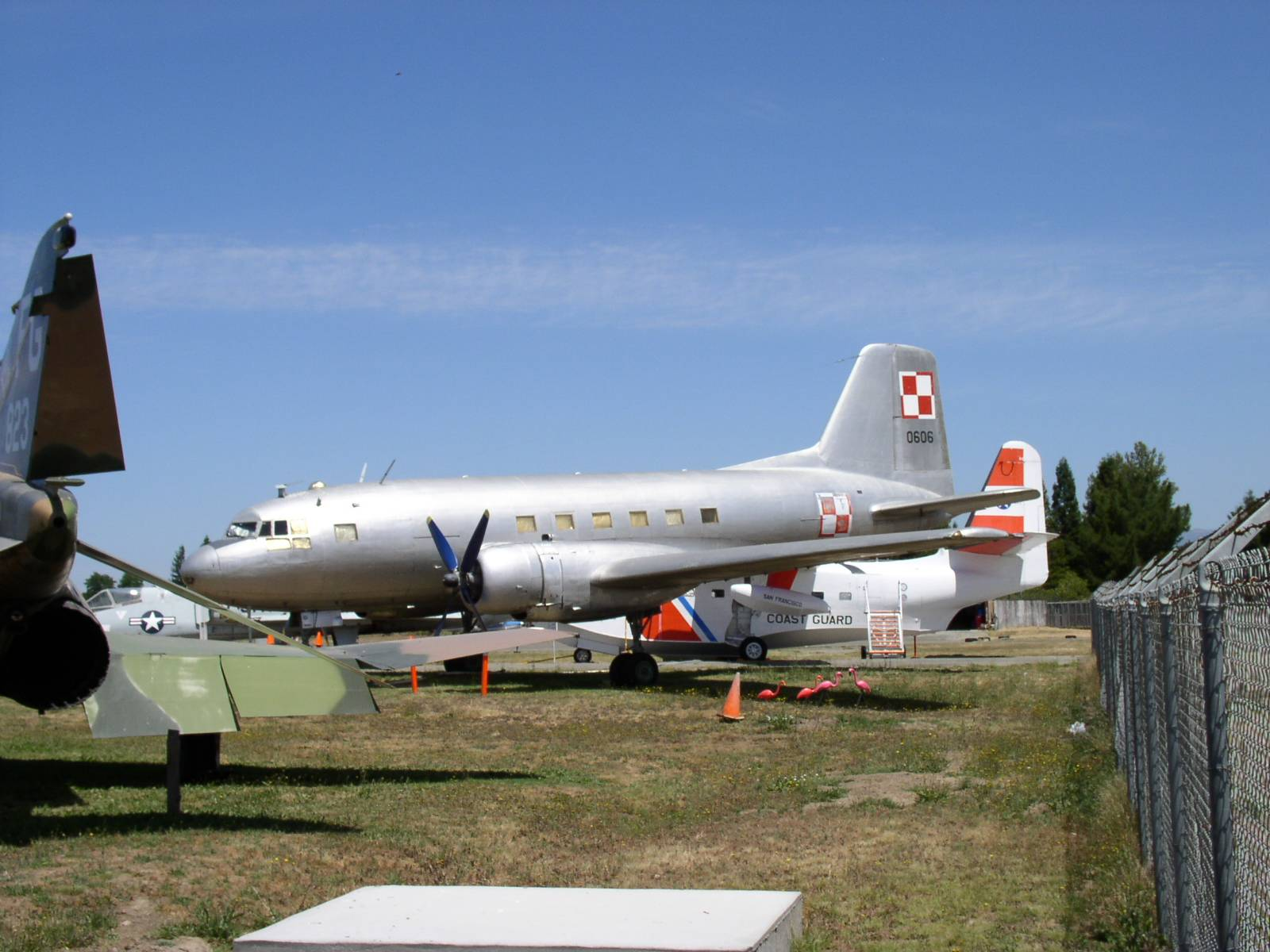
Ilyushin Il-14

Não há operadores militares do Ilyushin Il-14 atualmente.
 AfeganistãoForça Aérea Afegã. 26 foram entregues de 1955 em diante. Em 1979, a força foi reduzida para 10, equipando um único esquadrão
 AlbâniaForça Aérea da Albânia. 11 aeronaves foram operadas desde 1957. Desde 1999 não há operação desta aeronave na Albânia. 8 Il-14M foram entregues a partir de 1957, com apenas quatro remanescentes em 1979. Um único Il-14T construído pela Avia juntamente com dois Il-14P produzidos pela Alemanha Oriental foram entregues em 1983 e aposentados em 1996.
 ArgéliaForça Aérea da Argélia. 12 foram entregues a partir de 1962, com o último se aposentando em 1997. Apenas quatro estavam operacionais em 1979.
 BulgáriaForça Aérea da Bulgária. 20 foram entregues a partir de 1960, incluindo alguns modelos do Il-14M e outros Il-14P produzidos pela Alemanha Oriental. O Il-14P estava aposentado em 1974, e apenas 4 Il-14M restavam em 1979.
 Camboja
A Força Aérea do Camboja operou 2 Il-14 em 1968.
 ChinaMais de 50 aeronaves operaram pela Força Aérea do Exército de Libertação Popular desde 1955, sendo a maioria deles Il-14M (o Y-6 que seria produzido localmente não se concretizou). Há boatos de que alguns foram usados também pela Marinha do Exército de Libertação Popular. Os últimos modelos foram retirados de serviço no final dos anos 1990.
 República do CongoForça Aérea do Congo. 5 foram entregues a partir de 1960 e permaneceram em serviço até 1997. Todos estavam operacionais em 1979.
 CubaForça Aérea Cubana. 20 foram entregues a partir de 1961, e serviram até 1992.
A Força Aérea da Checoslováquia. 50 aeronaves operadas a partir de 1958, apesar de que a maioria eram modelos produzidos localmente e que foram entregues a partir de 1968. A maior parte foi aposentada antes da divisão da Checoslováquia, entretanto, um pequeno número serviu por pouco tempo em seus estados sucessores.
 Alemanha OrientalForça Aérea da Alemanha Oriental. 30 aeronaves entregues, iniciando com 11 construídos pela Ilyushin a partir de 1956 e entregas subsequentes da Alemanha Oriental iniciando no ano seguinte, totalizando 19 aeronaves. 20 estavam em serviço no ano de 1979, e todos aposentados em 1990, com nenhuma aeronave sendo utilizada na Luftwaffe da Alemanha unificada.
 EgitoForça Aérea do Egito. 70 aeronaves operadas desde 1955. A maior parte eram aeronaves soviéticas, mas pelo menos um modelo Il-14P produzido na Alemanha Oriental foi entregue em 1957. Algumas aeronaves foram destruídas durante combates com Israel, mas 26 aeronaves sobreviveram até o ano de 1979. A aquisição de aeronaves ocidentais levou a aposentadoria do Il-14 em 1994.
 EtiópiaForça Aérea da Etiópia. 2 foram adquiridos em 1965, com um estando em serviço em 1979 e aposentado em 1994.
 Guiné-Bissau4 estavam em operação no ano de 1979.
 HungriaForça Aérea da Hungria. Dois Il-14P operados entre 1959 e 1976.
 ÍndiaForça Aérea da Índia. 26 aeronaves entregues a partir de 1955, mas já estavam fora de serviço em 1979.
 IndonésiaForça Aérea da Indonésia. 22 foram entregues a partir de 1957 e aposentados em 1975.
 IraqueForça Aérea do Iraque. 13 Il-14M foram entregues em 1958, com 3 permanecendo em serviço no ano de 1979. As últimas aeronaves foram retiradas de serviço após a primeira Guerra do Golfo.
Força Aérea de Khmer
 Mali2
 MongóliaForça Aérea da Mongólia. 7 aeronaves utilizadas a partir de 1956, com 6 permanecendo em serviço até 1974.
 Coreia do NorteForça Aérea da Coreia do Norte. Cerca de 15 aeronaves operadas desde 1958 com pouco menos de 10 em serviço no ano de 1979, sendo aposentados em 1998.
Força Aérea do Iêmen do Norte. 6 ou mais entregues a partir de 1958, com um único modelo voando em 1979. Este foi passado ao Iêmen unificado.

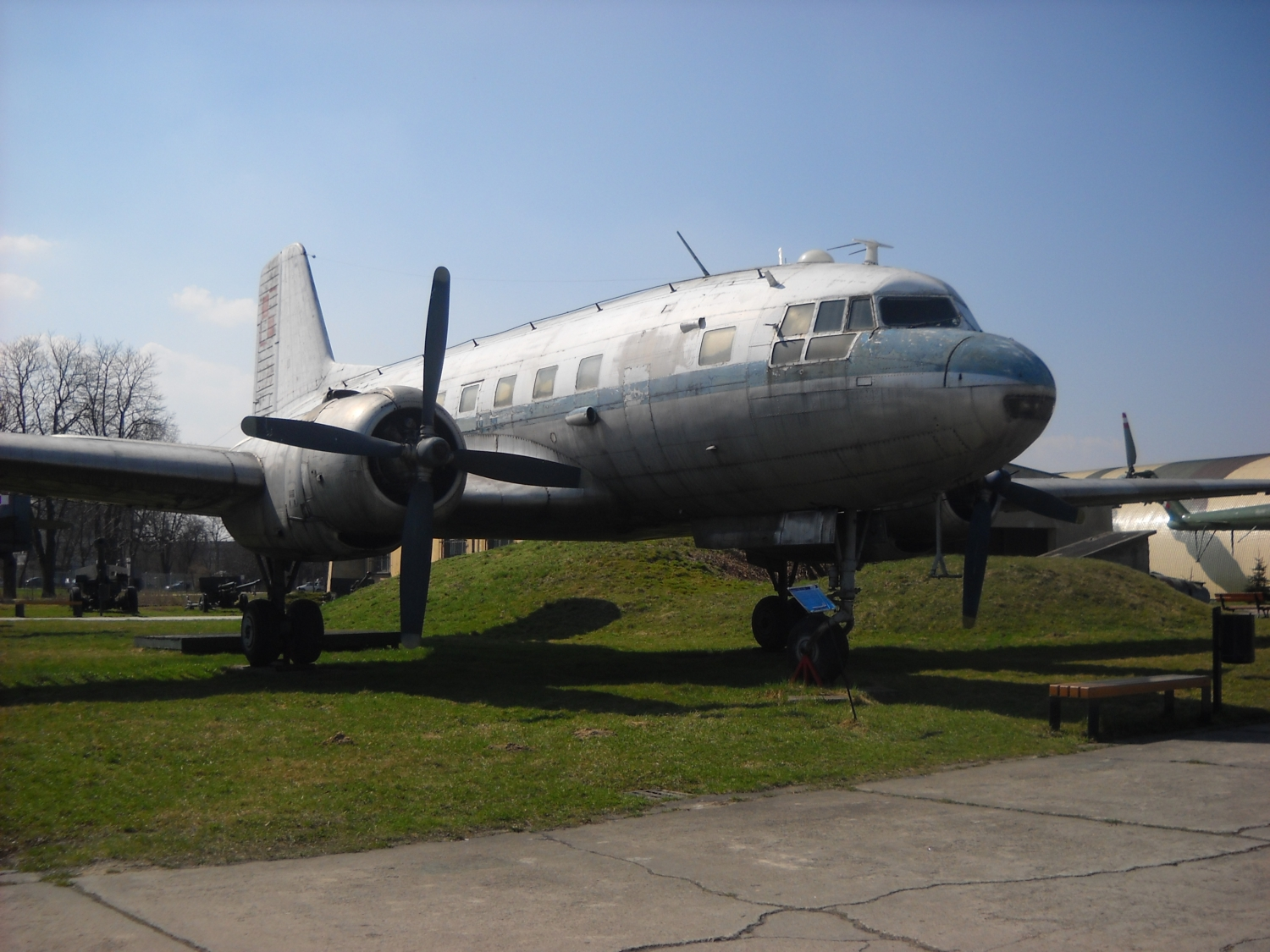
VEB Il-14S da Força Aérea da Polônia no Museu da aviação polonesa em Cracóvia, 3 de Abril de 2011

 PolóniaForça Aérea da Polônia. 12 ou mais serviram a partir de 1955, incluindo os soviéticos Il-14P, Il-14S, e Il-14T, além de alguns modelos alemães do Il-14P e Il-14T. Estes serviram até os anos 80.
 RomaniaForça Aérea da Romênia. 33 foram entregues a partir de 1955, incluindo 30 construídos pela Alemanha Oriental, do modelo Il-14P além de três Il-14M entregues em 1961. Apenas 4 permaneciam em serviço em 1979, com o último Il-14M sendo aposentado em 1983.
Força Aérea do Iêmen do Sul. 4 entregues a partir de 1966, servindo até 1988.
 União SoviéticaForça Aérea Soviética e Aviação Naval Soviética. Serviu a partir de 1954, 235 estavam em serviço no ano de 1979.
 SíriaForça Aérea da Síria. 16 foram entregues a partir de 1957, com 8 em serviço no ano de 1979. Os últimos modelos permaneceram em serviço até 1998.
 VietnameForça Aérea do Vietnã. 45 foram entregues a partir de 1958, com 12 em serviço no ano de 1979. Nenhum mais estava em serviço no ano de 1998.
 IêmenForça Aérea do Iêmen. 1 foi herdado do Iêmen do Norte em 1990, servindo por um curto período antes de ser aposentado.
 IugosláviaForça Aérea da Iugoslávia. Um Il-14P foi dado pelo Primeiro Ministro soviético Nikita Khrushchev ao Primeiro Ministro Josip Broz Tito em 1956. Outras seis aeronaves foram dadas para a Força Aérea pela Yugoslav Airlines em 1963 e utilizados até 1974. A aeronave dada a Tito está preservada no Museu de Aviação da Iugoslávia em Belgrado.

### Operadores civis
Pouquíssimas aeronaves continuam aeronavegáveis, com algumas ainda sendo utilizadas como cargueiras, e outras mantidas por clubes de aviação e entusiastas. Hoje, apenas três aeronaves permanecem aeronavegáveis na Rússia: uma, chamada "União Soviética" no aeródromo de Gorelovo, próximo a São Petesburgo, outra chamada de "Pinguim" fez seu primeiro voo após a restauração no dia 10 de Janeiro de 2012 e agora fica no aeródromo de Stupino, próximo a Moscou. A terceira aeronave, chamada "O Sonho Azul" fez seu voo inaugural do aeródromo de Tushino para Stupino em Maio de 2014, após mais de dez anos em restauração por uma equipe de entusiastas. Há também um Il-14 possivelmente aeronavegável nos Estados Unidos, mas sua matrícula foi cancelada em Julho de 2014.
 Bulgária
- Balkan Bulgarian Airlines
- Tabso

 China
- CAAC
- Shanxi Airlines
- Wuhan Airlines
- Zhongyuan Airlines

 Cuba
- Aerocaribbean
- Cubana – Um modelo está exposto no Museo del Aire (Cuba)[9]

Predefinição:CZS
- CSA Czech Airlines
- Governo da Checoslováquia

 Alemanha Oriental
- Deutsche Lufthansa
- Interflug

 Hungria

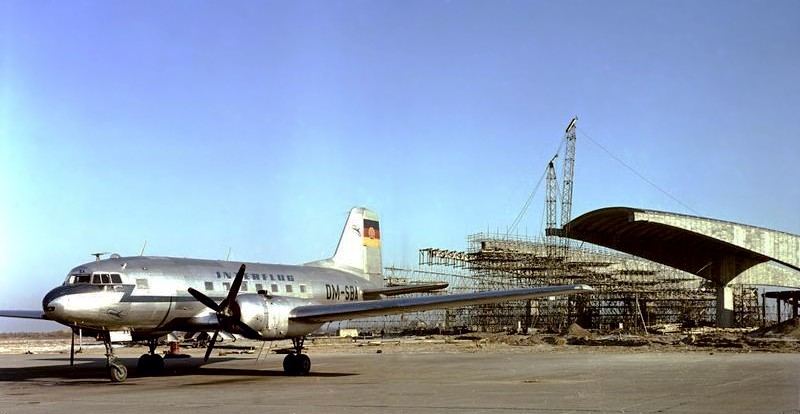
Fotografia de 1961 de um Ilyushin Il-14 operado pela empresa da Alemanha Oriental
Interflug

- Malév Hungarian Airlines – 10 operaram na Hungria a partir de 1956, dos quais dois pelo governo húngaro e oito pela Malév. Os primeiros três aviões da Malév foram produzidos na União Soviética, com os outros cinco produzidos pela Alemanha Oriental. Os aviões da Malév permaneceram operacionais até 1970, e os dois utilizados pelo governo aposentados em 1978. Todos os Il-14 húngaros foram vendidos para a União Soviética para uso pela Arctic aviation.

 Irão
- Iran Air[carece de fontes?]

 Mali
- Air Mali

 Mongólia
- Mongolian Airlines – UVS-MNR Air Mongol

 Coreia do Norte
- CAAK; Um Il-14 ainda possivelmente se encontra em condições aeronavegáveis nas cores da Air Koryo.[10]

 Polónia
- Polskie Linie Lotnicze LOT operou 20 aeronaves entre 1955 e 1974. Uma aeronave foi utilizada para calibração de auxílios à navegação aérea nos anos 1980.

 Romania
- Tarom

 União Soviética
- Aeroflot

 VietnameDepartamento de Aviação Civil do Vietnã – mais tarde como Aviação Civil do Vietnã (agora Vietnam Airlines)
 Iêmen
- Yemen Airlines

 Iugoslávia
- JAT

A Yugoslav Airlines comprou seis Il-14M em 1957. Eles foram retirados de serviço em 1963 pois não eram tão lucrativos como o Convair CV-440, utilizado pela JAT neste período. Foram então doados a Força Aérea da Iugoslávia após a compra do Sud Aviation Caravelle e utilizados até 1974.